# Cerkev sv. Andreja, Pistoia
Cerkev Sant'Andrea tudi Pieve di Sant'Andrea, je cerkev v toskanskem mestu Pistoia. Znana je po romanski fasadi v slogu toskanske protorenesanse in prižnici Giovannija Pisana s preloma 13. v 14. stoletje. Tukaj je tudi krstilnica, od tod tudi italijanski dodatek Pieve. Zavetnik je sveti Andrej.

## Lega
Cerkev stoji v severnem delu starega mesta Pistoia na ulici Via di Sant'Andrea, imenovani po njej, približno 300 metrov severozahodno od osrednjega trga Piazza del Duomo.

## Gradnja
Prva cerkvena stavba na tej točki sega v 8.  ali 9.  stoletje. Stavba je bila obnovljena v 12. stoletju, okoli 1160 do 1170, njena dolžina se je znatno povečala. To je dalo cerkvi romanski vtis, ki je viden še danes.

## Fasada
Pročelje cerkve je zasnovano v treh oseh, ki ustrezajo notranjosti. Površina je strukturirana s štirimi stebri s korintskimi kapiteli, ki podpirajo arkade iz dveh različnih vrst marmorja. V obeh zunanjih oseh so nad vrati spet vrisane slepe arkade, fasada je z zunanje strani omejena z vogalnimi pilastri. Nad arkadnimi oboki, pod vencem, je območje z marmornatimi rombi. Fasada je nedokončana, na vrhu pa jo zapre preprosta dvokapnica z okroglim oknom. Njena zasnova sledi modelom iz Pise.
V fasado so vstavljeni trije bas reliefi v prekladi glavnega portala in spodaj. To so upodobitve Povorke Treh kraljev, Srečanja s Herodom in čaščenja otroka Jezusa.

## Notranjost
Osnovna zgradba cerkve je bazilika, zato ima tri ladje z višjo glavno ladjo. Visoke stene glavne ladje podpirajo arkadni oboki na stebrih, kapiteli spet sledijo korintskemu redu. Cerkev nima transepta. Glavna ladja se konča v polkrožni apsidi. Cerkev ni obokana, strešno konstrukcijo je mogoče videti prosto. Zasnova notranjosti ustreza tudi pisanski arhitekturi v najvišji čistosti sloga.

### Prižnica Giovannija Pisana
Veličastna gotska prižnica Giovannija Pisana, verjetno narejena s pomočjo Tina di Camaina, je glavno delo srednjeveške italijanske skulpture. Zgrajena je bila med letoma 1298 in 1301. Po strukturi je Pisano zasnoval šesterokotnik s šestimi stebri iz porfirja, ki jih v parih povezuje trilist in srednjim stebrom. Struktura ustreza prižnicam, ki jih je izdelal z očetom  Nicolajem Pisanom v Pisi in Sieni. Stebri izmenično sedijo na podnožjih s podstavkom ali na atlantih in levih, srednji steber podpira skupina orlov, grifonov in levov. Kapiteli sledijo korintskemu redu in so odlično izklesani. V paketih trilistov so upodobitve prerokov, v vogalih so dodane Sibile. Prižnica je sestavljena iz petih reliefov, ki prikazujejo Oznanjenje in Rojstvo, Poklon Treh kraljev in Beg v Egipt, Pokol nedolžnih v Betlehemu, Križanje in Poslednja sodba. Figure na reliefih so skoraj v celoti izklesane, upodobitve so ocenjene kot »izrazno dramatične«. V vogalih prižnice je Pisano upodobil figure Arona, Davida, Jeremije, Izaije in angelov.

### Druga umetniška dela
Tudi leseno razpelo na prvem oltarju na desni strani je delo Giovannija Pisana, krstilnik mu je še vedno negotovo pripisan in je v levi stranski ladji in spet razpelo na prvem oltarju na levi.